# EAC-Kennzeichnung

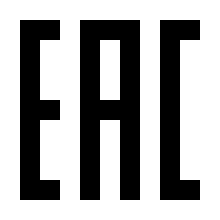
EAC Kennzeichen

Mit der EAC-Kennzeichnung erklärt der Hersteller, Inverkehrbringer oder der bevollmächtigte Vertreter, dass das Produkt, welches zum ersten Mal auf dem Gebiet der Eurasischen Wirtschaftsunion in den Verkehr gebracht wird, den geltenden Sicherheitsanforderungen genügt, die in den Technischen Regelwerken der Eurasischen Wirtschaftsunion festgelegt sind. Verläuft die Konformitätsprüfung erfolgreich, dann müssen die Produkte mit dem EAC-Konformitätszeichen markiert werden. EAC ist eine Abkürzung für Eurasian Conformity. Es ähnelt inhaltlich dem europäischen CE-Zeichen.

## Geschichte

GOST-R-Kennzeichen nach GOST 50460-92

Ursprünglich wurde die Konformität von Produkten, welche zum ersten Mal auf dem Markt der UdSSR oder Russland in Verkehr gebracht wurden, mit GOST- und TR-Normen bestätigt.
Am 1. Juli 2010 ist der Zollkodex der Zollunion zwischen Russland, Belarus und Kasachstan in Kraft getreten.
Der neue Zollkodex sollte bestehende nationale Zertifizierungsvorschriften wie russische GOST-R-, TR- oder kasachische GOST-K-Normen durch die einheitlichen technischen Regelwerke und technischen Richtlinien der Zollunion bis zum Jahr 2015 ersetzen.
Produkte, die somit den Anforderungen der Technischen Regelwerke der Zollunion bzw. der Eurasischen Wirtschaftsunion (bestehend aus Russland, Belarus, Armenien, Kasachstan, Kirgisistan) entsprechen, werden mit einem EAC-Kennzeichen markiert. Die einheitliche EAC-Kennzeichnung der Zollunion mit dem EAC-Zeichen wurde durch die Entscheidung der Kommission der Zollunion Nr. 711 vom 15. Juli 2011 festgelegt.
Die oft in der Umgangssprache verwendete Bezeichnung „TR-Kennzeichnung“ in Verbindung mit der Konformitätsbestätigung mit Anforderungen der Technischen Regelwerke der ZU oder EAWU ist somit falsch. Seit Februar 2010 gilt die neue Auflistung der zertifizierungs- und deklarierungspflichtigen Produkte für den GOST-geregelten Bereich. Mit dem föderalen Gesetz Nr. 385 vom 30. Dezember 2009 über die Änderungen des föderalen Gesetzes „Über die technische Regulierung“ wurde auf persönlichen Antrag des damaligen russischen Präsidenten Dmitri Medwedew die ursprüngliche Frist bis 2010 aufgehoben und die Erarbeitung folgender Punkte angeordnet:
- Vereinfachung des Verfahrens zur TR-Einführung bzw. Änderung in Russland (Ministerium für Industrie und Handel)
- Anwendung der internationalen bzw. ausländischen Normen und Richtlinien ist erlaubt (offizielle Übersetzung, Expertise durch die Standardbehörde, Registrierung im staatlichen Standard-Informationsdepot)
- Erarbeitung von weiteren TRs ohne Fristbegrenzung.

## Entwicklung und Funktion
Die EAC-Kennzeichnung wurde vorrangig geschaffen, um dem Endverbraucher sichere Produkte innerhalb der fünf Vertragsstaaten umfassenden Eurasischen Wirtschaftsraums zu gewährleisten. Der Beschluss der Kommission der Zollunion Nr. 319 vom 18. Juni 2010, das Übereinkommen der Länder der Zollunion vom 18. November 2010 und der Beschluss der Kommission der Zollunion Nr. 620 vom 7. April 2011 legen als rechtliche Grundlage für zahlreiche Produkte Sicherheits- und Gesundheitsanforderungen als Mindestanforderungen fest, die nicht unterschritten werden dürfen. Ein Produkt darf erst dann erstmals auf dem Gebiet der EAWU in den Verkehr gebracht und erstmals in den Betrieb genommen werden, wenn es den grundlegenden Anforderungen sämtlicher anwendbarer Technischer Regelwerke entspricht und wenn zum Nachweis der Gesetzeskonformität ein entsprechendes Konformitätsbewertungsverfahren nach den Verfahren gem. dem Beschluss der Kommission der Zollunion Nr. 319 vom 18. Juni 2010, dem Übereinkommen der Länder der Zollunion vom 18. November 2010 und dem Beschluss der Kommission der Zollunion Nr. 620 vom 7. April 2011 durchgeführt worden ist. Die hierfür vorgesehenen Verfahren sind u. a.
- EAC-Deklarierung
- EAC-Zertifizierung
- Staatliche Registrierung

Mit der EAC-Kennzeichnung zeigt der Hersteller die Konformität des Produktes mit den je nach zutreffendem Technischen Regelwerk zu erfüllenden „Grundlegenden Anforderungen“ an. Verantwortlich für diese Kennzeichnung ist in der Regel der Hersteller des Produkts (für Hersteller außerhalb der EAWU ist ein in der EAWU bevollmächtigter Vertreter erforderlich). Soweit der Hersteller außerhalb der EAWU seiner Pflicht nicht nachgekommen ist, geht diese Verpflichtung an dessen bevollmächtigten Vertreter in der EAWU, letztlich an den Inverkehrbringer über.

## Wichtige Merkmale der EAC-Kennzeichnung
- Produkte, auf die aufgrund ihrer Art oder Beschaffenheit ein oder mehrere Technische Regelwerke Anwendung finden, müssen mit der EAC-Kennzeichnung versehen sein, bevor sie erstmals in den Verkehr gebracht oder in Betrieb genommen werden. Es sind alle anzuwendenden Technischen Regelwerke zu berücksichtigen.
- Hersteller eines Produktes prüfen in eigener Verantwortung, welche Technischen Regelwerke sie bei der Produktion anwenden müssen.
- Das Produkt darf nur in den Verkehr gebracht und in Betrieb genommen werden, wenn es den Bestimmungen sämtlicher zum aktuellen Zeitpunkt anwendbaren Technischer Regelwerke entspricht und sofern die Konformitätsbewertung gemäß allen anwendbaren Vorschriften der Technischen Regelwerke durchgeführt worden ist.
- Der Hersteller bringt die EAC-Kennzeichnung an dem Produkt an.
- Falls gefordert, ist für die Konformitätsbewertung eine Benannte Stelle einzuschalten.
- Neben der EAC-Kennzeichnung sind keine anderen Zeichen oder Gütesiegel zulässig, die die Aussage des „EAC“ in Frage stellen können.
- Die EAC-Kennzeichnung bestätigt die vollständige Einhaltung der „Grundlegenden Sicherheitsanforderungen“, die in den Technischen Regelwerken konkret festgelegt sind.

## Anbringen der EAC-Kennzeichnung
- Die EAC-Kennzeichnung muss vom Hersteller bzw. seinem in der EAWU ansässigen bevollmächtigten Vertreter gut sichtbar, leserlich, unverwechselbar und dauerhaft auf dem Produkt oder am befestigten Schild angebracht werden. Die Größe muss mindestens 5 mm sein; bei Verkleinerung oder Vergrößerung der EAC-Kennzeichnung müssen die Proportionen eingehalten werden. Falls die Art des Produkts dies nicht zulässt oder hierfür keinen Anlass gibt, wird sie auf der Verpackung (falls vorhanden) und den Begleitunterlagen angebracht, sofern die betreffende Richtlinie solche Unterlagen vorsieht.
- Die EAC-Kennzeichnung darf erst vorgenommen werden, wenn alle Anforderungen der Technischen Regelwerke erfüllt sind, die für das entsprechende Produkt anzuwenden sind.

## Geltungsgebiet
Die EAC-Kennzeichnung ist Voraussetzung für das erstmalige Inverkehrbringen (oder Inbetriebnehmen) von Produkten, für die eine EAC-Kennzeichnung gefordert ist, nämlich in allen Teilnehmerstaaten der Eurasischen Wirtschaftsunion. Die EAWU umfasst die Mitgliedstaaten Russland, Belarus, Armenien, Kasachstan und Kirgistan.

## Technische Regelwerke
Für die folgenden Produktgruppen gibt es Technische Regelwerke der ZU oder EAWU als Grundlage für die EAC-Kennzeichnung.
Geltende Technische Regelwerke der Zollunion und Eurasischen Wirtschaftsunion
| Status        | Nummer           | Name des Technischen Regelwerkes                                                                            | Datum des Inkrafttretens |
| ------------- | ---------------- | --- | ------------------------ |
| Gültig        | TR ZU 001/2011   | Über die Sicherheit von Schienenfahrzeugen                                                                  | 02.08.2014               |
| Gültig        | TR ZU 002/2011   | Über die Sicherheit von Hochgeschwindigkeitszügen                                                           | 02.08.2014               |
| Gültig        | TR ZU 003/2011   | Über die Sicherheit von Eisenbahninfrastruktur                                                              | 02.08.2014               |
| Gültig        | TR ZU 004/2011   | Über die Sicherheit von Niederspannungsanlagen                                                              | 15.02.2013               |
| Gültig        | TR ZU 005/2011   | Über die Sicherheit der Verpackung                                                                          | 01.07.2012               |
| Gültig        | TR ZU 006/2011   | Über die Sicherheit der Feuerwerke                                                                          | 15.02.2013               |
| Gültig        | TR ZU 007/2011   | Über die Sicherheit von Produkten für Kinder und Jugendliche                                                | 01.07.2012               |
| Gültig        | TR ZU 008/2011   | Über die Sicherheit von Spielzeugen                                                                         | 01.07.2012               |
| Gültig        | TR ZU 009/2011   | Über die Sicherheit von Parfümerie- und Kosmetikprodukten                                                   | 01.07.2012               |
| Gültig        | TR ZU 010/2011   | Über die Sicherheit von Maschinen und Anlagen                                                               | 15.02.2013               |
| Gültig        | TR ZU 011/2011   | Über die Sicherheit von Aufzügen                                                                            | 15.02.2013               |
| Gültig        | TR ZU 012/2011   | Über die Sicherheit der Ausrüstung für den Betrieb in explosionsgefährdeten Bereichen                       | 15.02.2013               |
| Gültig        | TR ZU 013/2011   | Über die Anforderungen an Treibstoffe                                                                       | 31.12.2012               |
| Gültig        | TR ZU 014/2011   | Über die Sicherheit von Autostrassen                                                                        | 15.02.2015               |
| Gültig        | TR ZU 015/2011   | Über die Sicherheit von Getreide                                                                            | 01.07.2013               |
| Gültig        | TR ZU 016/2011   | Über die Sicherheit von mit Gas betriebenen Geräten                                                         | 15.02.2013               |
| Gültig        | TR ZU 017/2011   | Über die Sicherheit von Produkten der Leichtindustrie                                                       | 01.07.2012               |
| Gültig        | TR ZU 018/2011   | Über die Sicherheit von Transportmitteln auf Rädern                                                         | 01.01.2015               |
| Gültig        | TR ZU 019/2011   | Über die Sicherheit persönlicher Schutzausrüstung                                                           | 01.06.2012               |
| Gültig        | TR ZU 020/2011   | Über die elektromagnetische Verträglichkeit                                                                 | 15.02.2013               |
| Gültig        | TR ZU 021/2011   | Über die Lebensmittelsicherheit                                                                             | 25.06.2013               |
| Gültig        | TR ZU 022/2011   | Über Lebensmittelkennzeichnung                                                                              | 25.07.2013               |
| Gültig        | TR ZU 023/2011   | Für Saftprodukte und Produkte aus Obst und Gemüse                                                           | 01.07.2013               |
| Gültig        | TR ZU 024/2011   | Für die Ölsaaterzeugnisse                                                                                   | 01.07.2013               |
| Gültig        | TR ZU 025/2012   | Über die Sicherheit der Möbel                                                                               | 01.07.2014               |
| Gültig        | TR ZU 026/2012   | Über die Sicherheit von Kleinschiffen                                                                       | 01.02.2014               |
| Gültig        | TR ZU 027/2012   | Über die Sicherheit besonderen Arten von spezialisierten Nahrungsmitteln                                    | 01.07.2013               |
| Gültig        | TR ZU 028/2012   | Über die Sicherheit von Sprengstoffen                                                                       | 01.07.2014               |
| Gültig        | TR ZU 029/2012   | Über die Sicherheit von Nahrungsmittelzusätzen, Geschmacksverstärkern und technologischen Hilfsmitteln      | 01.07.2013               |
| Gültig        | TR ZU 030/2012   | Über die Sicherheit von Schmierstoffen, Ölen und Spezialflüssigkeiten                                       | 01.03.2014               |
| Gültig        | TR ZU 031/2012   | Über die Sicherheit von land- und forstwirtschaftlichen Fahrzeugen und Anhängern                            | 15.02.2015               |
| Gültig        | TR ZU 032/2013   | Über die Sicherheit von Druckgeräten                                                                        | 05.02.2014               |
| Gültig        | TR ZU 033/2013   | Über die Sicherheit von Milch und Milchprodukten                                                            | 01.05.2014               |
| Gültig        | TR ZU 034/2013   | Über die Sicherheit von Fleisch und Fleischprodukten                                                        | 01.05.2014               |
| Gültig        | TR ZU 035/2014   | Für Tabak und Tabakprodukte                                                                                 | 15.05.2016               |
| Gültig        | TR EAWU 036/2016 | Über die Anforderungen an Flüssiggas zur Verwendung als Kraftstoff                                          | 01.01.2018               |
| Gültig        | TR EAWU 037/2014 | Über die Beschränkung der Verwendung bestimmter gefährlicher Stoffe in Elektro- und Elektronikgeräten       | 01.03.2018               |
| Gültig        | TR EAWU 038/2016 | Über die Sicherheit von Attraktionen                                                                        | 18.05.2018               |
| Gültig        | TR EAWU 039/2016 | Über die Anforderungen an Mineraldünger                                                                     | 02.06.2021               |
| Gültig        | TR EAWU 040/2016 | Über die Sicherheit von Fisch und Fischprodukten                                                            | 01.09.2017               |
| Gültig        | TR EAWU 041/2017 | Über die Chemikaliensicherheit                                                                              | 02.06.2021               |
| Gültig        | TR EAWU 042/2017 | Über die Sicherheit von Kinderspielplätzen                                                                  | 17.11.2018               |
| Gültig        | TR EAWU 043/2017 | Über die Anforderungen an Mittel zum Brandschutz und für die Brandbekämpfung                                | 01.01.2020               |
| Gültig        | TR EAWU 044/2017 | Über die Sicherheit von verpacktem Wasser                                                                   | 01.01.2019               |
| Gültig        | TR EAWU 045/2017 | Über die Sicherheit von Erdöl, das zur Beförderung und/oder Verwendung bereit ist                           | 01.07.2019               |
| Verabschiedet | TR EAWU 046/2018 | Über die Sicherheit von Erdgas                                                                              | 01.01.2022               |
| Gültig        | TR EAWU 047/2018 | Über die Sicherheit von alkoholischen Getränken                                                             | 05.02.2020               |
| Verabschiedet | TR EAWU 048/2019 | Über die Anforderungen an die Energieeffizienz energieverbrauchender Geräte                                 | 01.09.2022               |
| Gültig        | TR EAWU 049/2020 | Über die Anforderungen an Rohrfernleitungen zum Transport von flüssigen und gasförmigen Kohlenwasserstoffen | 01.07.2021               |